# Eagle's minimal essential medium

Eagle's minimal essential medium (EMEM) ou milieu minimum essentiel de Eagle, est un milieu de culture cellulaire mis au point par Harry Eagle et utilisé pour l'apport d'éléments nutritifs nécessaire au maintien et à la prolifération de différents types de cellules in vitro.

## Composition
- des acides aminés
- des sels (chlorure de potassium, sulfate de magnésium, chlorure de sodium et du dihydrogénophosphate de sodium)
- du glucose
- des vitamines (acide folique, nicotinamide, riboflavine et vitamine B12)

Une variation du EMEM existe, il s'agit du DMEM (pour Dulbecco/Vogt modified Eagle's minimal essential medium). Il contient approximativement quatre fois plus de vitamines et d'acides aminés que dans la formule originale et de deux à quatre fois plus de glucose. En outre, il contient du fer également. Le milieu DMEM est approprié pour presque tous les types de cellules, comprenant les cellules humaines, de singe, de hamster, de rat, de souris, de volaille et de poisson.